# Walter Plaikner
Walter Plaikner (né le 24 octobre 1951  à Chienes) est un lugeur italien, champion olympique du double en 1972.

## Biographie
Walter Plaikner s'est consacré exclusivement aux épreuves de double en compagnie de Paul Hildgartner. Il a partcicipé à deux éditions des Jeux olympiques d'hiver, à Sapporo en 1972, il a obtenu la médaille d'or ex æquo avec le duo est-allemand formé de Horst Hörnlein et Reinhard Bredow. Aux Jeux d'Innsbruck 1976, il se classe onzième alors qu'il n'a failli ne pas prendre le départ à cause d'une grippe. Il met un terme à sa carrière sportive à la suite de l'événement.
Au total, il aura remporté deux médailles aux Championnats du monde (or en 1971, bronze en 1973) et deux titres de champion d'Europe (1971, 1974).
Depuis, il a entraîné l'équipe nationale italienne de luge jusqu'à la saison 2012-2013. Dans l'optique des Jeux de Sotchi 2014, il est allé entraîner l'équipe nationale russe.